# Reino de Jaffna
El reino de Jaffna (en tamil: ஆரியச்சக்கரவர்த்தி அரசு), también conocido como reino de Aryacakravarti, fue un Estado que ocupó parte de Sri Lanka y cuya capital fue la ciudad de Jaffna, en la península homónima situada en el norte de la isla. El reino se fundó después de la invasión de la región por Calinga Maga, que era oriundo de Kalinga, en la India. Dominaba al comienzo el norte, noroeste y occidente de la isla y en 1258 se hizo feudo tributario del Imperio Pandya, situado en la actual India meridional. Obtuvo la independencia en 1323, gracias al debilitamiento del dominio de Pandya y después de la derrota y expulsión del último gobernador por Malik Kafur, general del ejército del Sultanato de Delhi. Durante un breve periodo de tiempo en la primera mitad del siglo xiv, el reino se volvió la entidad política dominante en la isla, cuando todos los demás reinos de la región aceptaron sometérsele. Sin embargo, en 1450 Jaffna quedó dominado por el rival Reino de Kotte, a consecuencia de la invasión de un ejército tamil acaudillado por Chempaha Perumal, al servicio de Kotte.
El reino se sacudió el dominio de Kotte en 1467. Los monarcas posteriores concentraron sus esfuerzos en el desarrollo del potencial económico de la región, mediante la exportación de perlas y elefantes y el aumento del rendimiento de las tierras. Durante esta época de estabilidad, se produjeron diversas de las más importantes obras de literatura en lengua tamil de la región y se construyeron diversos templos y edificios hindúes, entre ellos una academia de letras.
La llegada de las fuerzas coloniales portuguesas a la isla de Sri Lanka en 1505 originó diversos problemas políticos; especialmente grave fue su conquista del estratégico estrecho de Palk, que permitía la comunicación de todos los reinos de la isla con la India meridional. Al principio, muchos de los reinos de la región se enfrentaron a los colonos portugueses, aunque con el tiempo la región acabó pacificada. En 1617, Cankili II, un usurpador, acometió a las fuerzas portuguesas; su derrota precipitó el fin de la independencia del reino en 1619, consecuencia de la conquista portuguesa. Aunque posteriormente algunos rebeldes como Migapulle Arachchi intentaron recuperar la posesión del reino, las rebeliones fueron sucesivamente aplastadas.

## Historia

### Fundación
El origen del reino de Jaffna es obscuro y aún controvertido para los historiadores. La teoría más compartida por los principales expertos es la que afirma que el reinado de la dinastía Aryacakravarti en Jaffna comenzó en 1215, con la invasión del territorio por un cacique llamado Calinga Maga, hasta entonces desconocido, que alegaba provenir de Kalinga, en la actual India. Con el apoyo de sus soldados y de mercenarios de las regiones indias de Kalinga y Damila, Maga depuso a Parakrama Pandya II, un extranjero de la dinastía Pandya que gobernaba en la época el Reino de Polonaruva.

Territorios que pagaban tributo al Imperio Pandya hacia 1250, entre los cuales se hallaba el que más tarde correspondió al Reino de Jaffna.

Después de la conquista de Rajarata, Maga desplazó la capital a la península de Jaffna, que consideraba mejor protegida por las selvas, y gobernó como vasallo del Imperio Chola de Tanjore. Un cacique de origen malayo, de Tambralinga —en la actual Tailandia—, denominado Chandrabanu invadió la isla, políticamente fragmentada, en 1247. Aunque el rey Parakrama Bau II (1236-70) de Dambadenia consiguió repeler el ataque, Chandrabanu se trasladó al norte y en 1255 usurpó el trono de Maga. Posteriormente, Sadayavarman Sundara Pandya I invadió Sri Lanka y derrotó al usurpador del trono de Jaffna. Sadayavarman forzó a Chandrabanu a someterse a la autoridad de Pandya y a pagar tributo al imperio. Más tarde Chandrabanu volvió a emprender una nueva invasión del reino cingalés, pero fue vencido y muerto por el hermano de Sadayavarman, Veera Pandya I. El Imperio Pandya invadió Sri Lanka por tercera vez durante el gobierno de Arya Cakravarti, quien estableció el Reino de Jaffna.

### Dinastía Aryacakravarti
Cuando Chandrabhanu intentó por segunda vez invadir el sur de la isla, el Imperio Pandya nuevamente apoyó el rey cingalés; muerto Chandrabhanu en 1262, impuso en el trono a Aryacakravarti, el ministro encargado de la invasión. Aprovechándose de la creciente vulnerabilidad del Imperio Pandya motivada por las frecuentes invasiones musulmanas, los diversos monarcas de la dinastía Aryacakravarti proclamaron la independencia del Reino de Jaffna, que devino una potencia regional en la isla. Todos los reyes posteriores de Jaffna afirmaron ser descendientes de un tal de Kulingai Cakravarti, al que se identifica con Calinga Maga, aunque mantuvieron el apellido de Pandya.

Extensión máxima del Reino de Jaffna, en torno al 1350.

En términos políticos, durante los siglos xiii y xiv la dinastía fue una potencia económica en crecimiento, a la cual todos los reinos de la región pagaban tributo. Sin embargo, se enzarzó en diversos conflictos con el Reino de Bisnaga —con capital en Vijayanagara en el sur de la India— y con el de Kotte, en el sur del Sri Lanka. Como consecuencia de estos el reino de Jaffna se hizo vasallo del de Bisnaga, y perdió incluso la independencia a manos del de Kotte entre 1450 y 1467. Gracias a la desintegración de este y la fragmentación del Reino de Bisnaga, Jaffna recuperó nuevamente la independencia. El reino mantenía relaciones comerciales y políticas estrechas con el de Tanjavur en el sur de la india, así como con el de Kandia y algunos territorios del desaparecido reino de Kotte. Durante este periodo se erigieron diversos templos hindúes y prosperó la literatura, tanto en lengua tamil como en sánscrito.

### Conquista de Kotte y restablecimiento
A consecuencia de una serie de enfrentamientos acaecidos a lo largo del siglo xv, el vecino Reino de Kotte conquistó finalmente el de Jaffna. La conquista la dirigió Bhuvanekabahu VI de Kotte, hijo adoptivo del rey Parakrama Bahu VI (1410/1412/1415-1467). Primero sometió a los diversos caciques tributarios del Reino de Jaffna en la región norte de la isla; luego se libraron dos guerras que acabaron con el sometimiento de Jaffna. En la primera guerra de conquista la suerte no favoreció a Bhuvanekabahu y únicamente tras la segunda consiguió apoderarse del reino rival. Estas guerras tuvieron lugar en 1449-50 y 1453-4. Después de su derrocamiento, el exmonarca Aryacakravarti y su familia se exiliaron en el sur de la India. Después de diecisiete años de gobierno de Bhuvanekabahu VI, este tuvo que regresar a Kotte debido a la muerte de su padre, lo que permitió que Kanakasooriya Cinkaiariyan se apoderase del reino y este recobrase la independencia en 1467.

### Decadencia y disolución

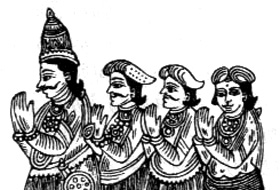
Familia real de Jaffna; a la izquierda Cankili I (1478–1519), que repelió las primeras incursiones del Imperio portugués.

Situación territorial en Sri Lanka en 1521, tras la división del Reino de Kotte. Se muestra el Reino de Jaffna en el extremo norte de la isla y los territorios dependientes.

Los colonos portugueses arribaron a Sri Lanka en 1505. Sus primeras incursiones tuvieron como blanco el Reino de Kotte, en la costa suroeste de la isla, debido al lucrativo monopolio del comercio de especias del que disfrutaba y que era de interés para los postugueses. El Reino de Jaffna atrajo la atención de las autoridades portuguesas en Colombo por diversos motivos, entre ellos su interferencia con las actividades de los misioneros católicos, que se creía que favorecían los intereses portugueses, y el apoyo que Jaffna prestaba a las facciones antiportuguesas del Reino de Kotte, como por ejemplo la formada por los caciques de Citavaca. El Reino de Jaffna también funcionaba como base logística para el de Kandia, situado en las montañas centrales de la isla y que carecía de puertos, para el que Jaffa era el punto de entrada del auxilio militar proveniente de la India meridional. Además de esto y debido a su localización estratégica, se temía que el Reino de Jaffna pudiera ser el lugar donde desembarcasen colonos holandeses. El rey Cankili I rechazó todo contacto con los portugueses, llegando a asesinar a entre seiscientos y setecientos católicos paravares en la isla de Manar. A estos católicos se los había traído de la India para gestionar los lucrativos cultivos de perlas de los monarcas de Jaffna.

#### Estado cliente

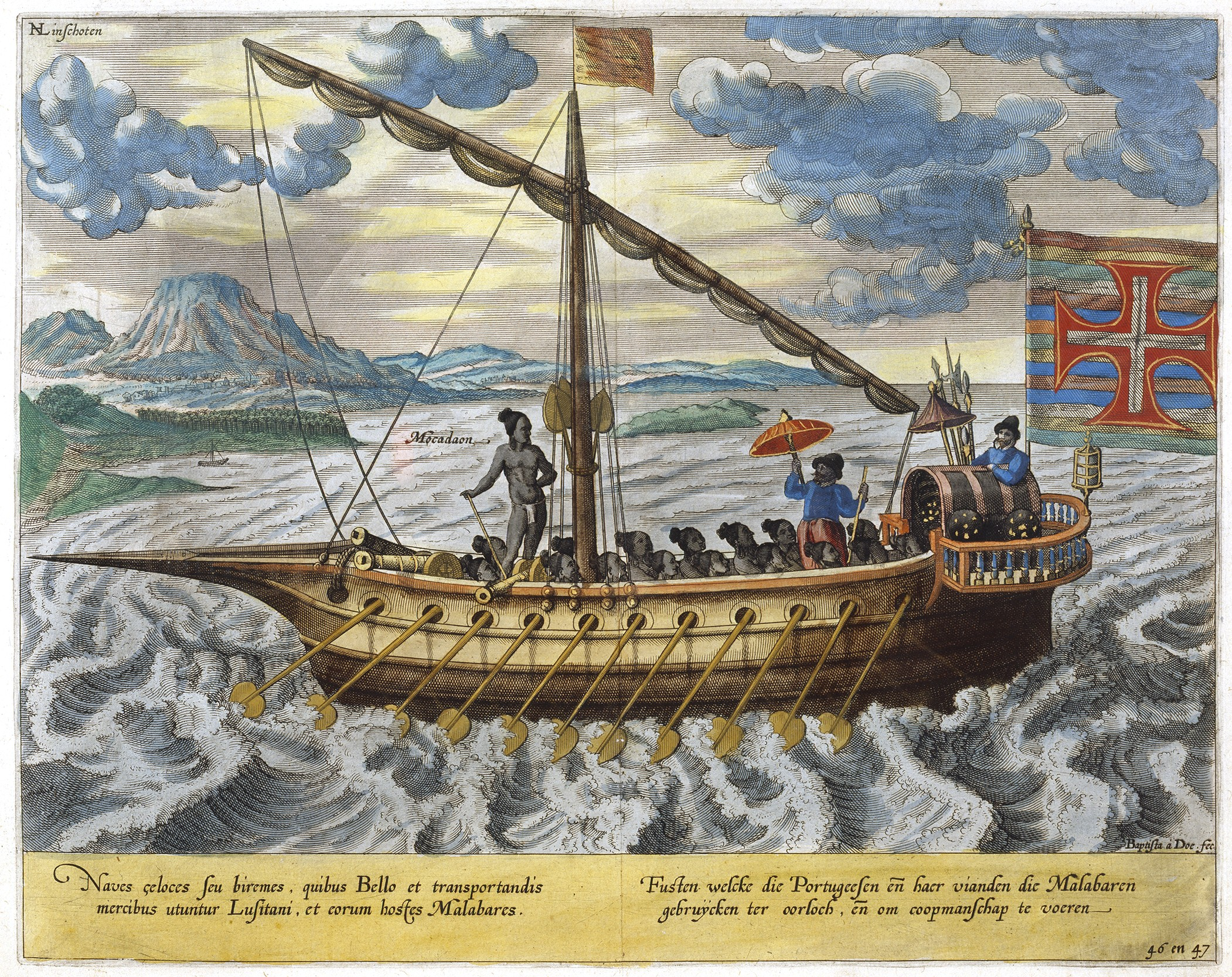
Fusta usada por los portugueses durante las conquistas en la isla de Ceilán.

La primera expedición portuguesa, mandada por el virrey Constantino de Braganza en 1560, no logró conquistar del reino, aunque consiguió subyugar la isla de Manar. Aunque las circunstancias no están claras, alrededor de 1582 el Reino de Jaffna pagaba a Portugal un tributo de diez elefantes o el equivalente en dinero. En 1591, durante la segunda expedición capitaneada por André Furtado de Mendonça, el rey Puviraja Pandaram resultó muerto, y los portugueses colocaron en el trono a su hijo Ethirimanna Cinkam. Aunque con renuencia, el nuevo monarca concedió a los misioneros católicos total libertad y a los colonos portugueses el monopolio de la exportación de elefantes. Entre 1593 y 1635, no obstante, el rey colaboró con el Reino de Kandia facilitándole la obtención de refuerzos militares del sur de la India con el objetivo de fortalecer la resistencia de este al dominio portugués. Durante ese periodo, mantuvo la autonomía del reino sin provocar abiertamente a los portugueses.

#### Conquista portuguesa

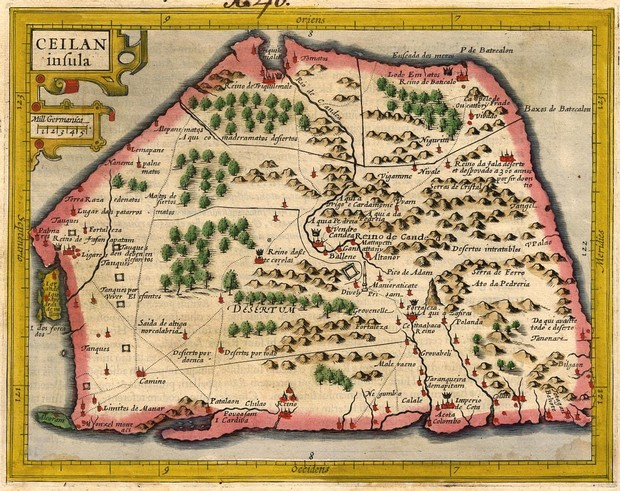
Mapa de Ceilán durante el dominio portugués, en el siglo xvi.

Tras la muerte de Ethirimana Cinkam en 1617, un usurpador de nombre Cankili II ascendió al trono después de haber asesinado al regente nombrado por el rey fallecido. Incapaz de conseguir el beneplácito portugués, Cankili II solicitó ayuda militar a Tanjanavur y autorizó a los corsarios de la costa de Malabar a que utilizasen una base en la isla de Neduntheevu, lo que creó una amenaza directa a las rutas de navegación portuguesas en el estrecho de Palk. Cankili II contaba con el apoyo de los señores de Kandia y, posiblemente recibió auxilio militar del Reino de Tanjavur.
Los portugueses organizaron dos expediciones en junio de 1619: una naval que fue repelida por los corsarios de la costa Malabar y otra terrestre, dirigida por Filipe de Oliveira, al frente de un ejército de cinco mil hombres, que derrotó a Cankili II y se adueñó de Jaffna. El rey y todos los miembros de la familia real que sobrevivieron a la incursión fueron capturados y enviados a Goa, donde el exmonarca fue ahorcado. A los demás prisioneros se les encareció que se hiciesen monjes o monjas, con el objetivo de que no engendrasen nuevos pretendientes al trono de Jaffna.

#### De la conquista portuguesa a la conquista holandesa

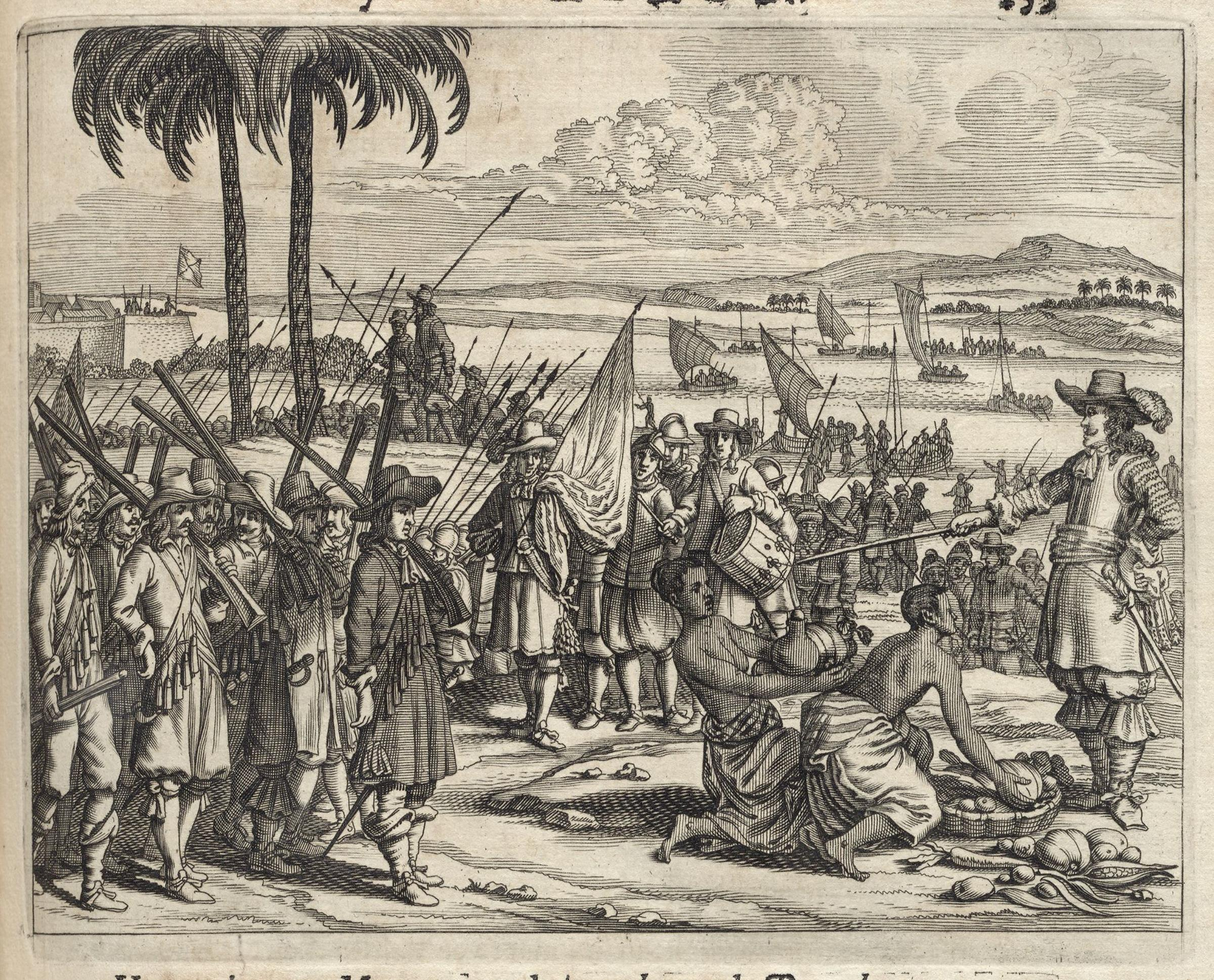
Conquista de Jaffna por los holandeses en 1658, después de dos meses de cerco a las fuerzas portuguesas en Fortaleza de Nuestra Señora de los Milagros.

Al largo de los cuarenta años siguientes, estallaron varias fallidas rebeliones contra los colonos portugueses, dos de las cuales acaudilló Migapulle Arachchi; otra tuvo lugar después de la invasión de Senerat I de Kandia. Durante el transcurso de estas rebeliones, las fuerzas portuguesas destruyeron la mayor parte de los templos hindúes y la biblioteca de Nalur, donde se encontraban en depósito todas las obras literarias del reino. Debido a los impuestos excesivos, la población de Jaffna fue disminuyendo gradualmente. Muchos habitantes se refugiaron en Ramanathapuram, en la India, y en los distritos vanni del sur de la isla. El comercio exterior se resintió gravemente, aunque los elefantes, la principal exportación de Jaffna, continuaron vendiéndose a los diversos reinos del sur de la India y enviándose a Lisboa. Sin embargo, el declive económico hizo que incontables bienes dejaran de importarse. Fernão de Queirós, el más importante cronista portugués de la época colonial de Sri Lanka, refiere que durante el dominio portugués de Jaffna los locales estaban reducidos a la miseria absoluta.
Los exploradores holandeses llegaron a la isla de Ceilán durante el reinado de Rajasinghe II de Kandia. En 1638, el rey firmó un tratado con la Compañía Holandesa de las Indias Orientales para expulsar a los portugueses, que gobernaban la mayor parte de las regiones costeras. Como consecuencia de la guerra luso-neerlandesa, en 1656 la ciudad de Colombo capituló a los holandeses. Sin embargo, estos conservaron las zonas que habían arrebatado a los portugueses, infringiendo con ello los términos del tratado firmado en 1638. El 22 de junio de 1658, las fuerzas holandesas comandadas por Rijckloff van Goens emprendieron una ofensiva contra la colonia portuguesa y se apoderaron de la Fortaleza de Jaffna después de un cerco de dos meses. Jaffna pasó así a poder de los holandeses.

## Administración

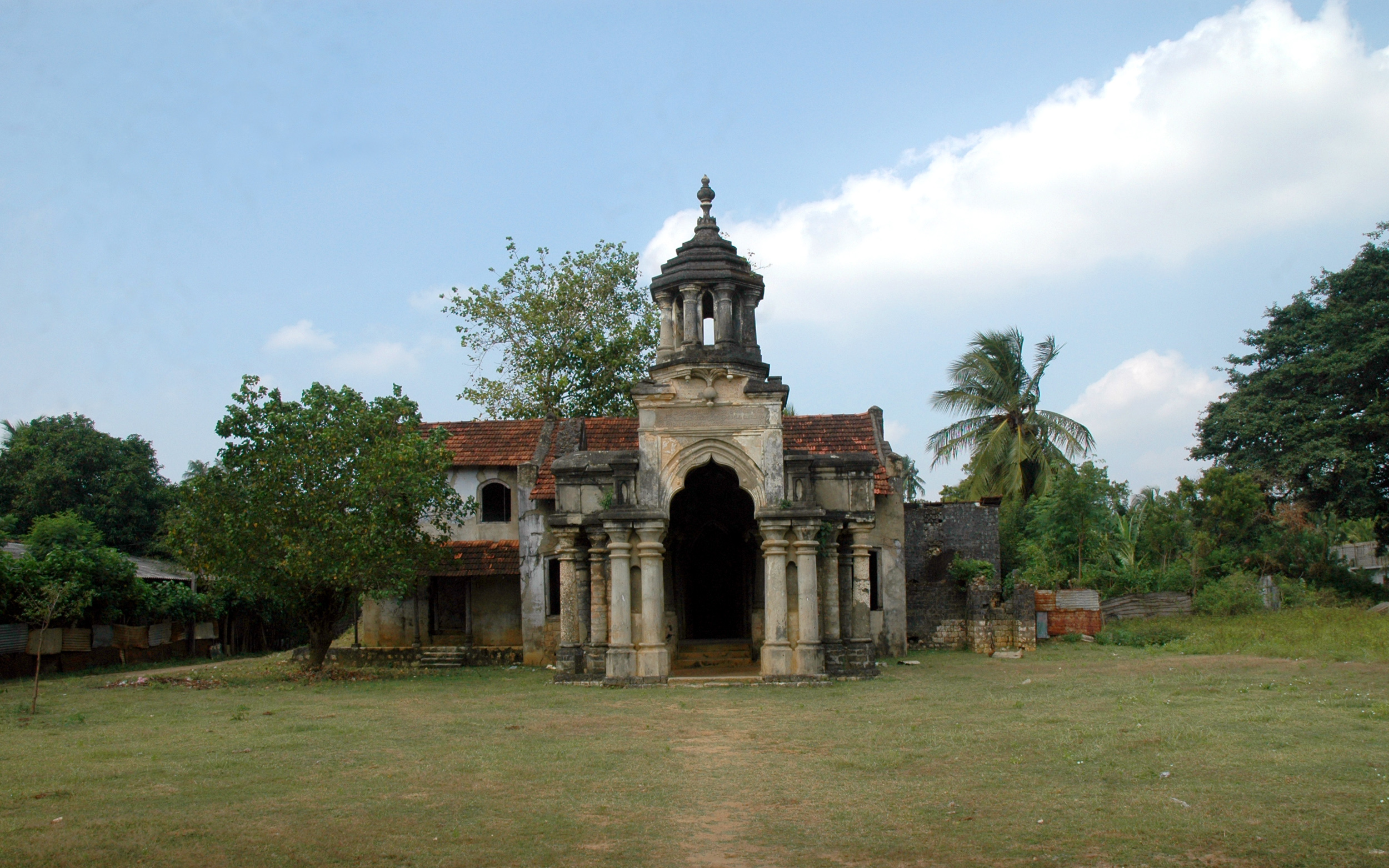
Ruinas del Palacio de Jaffna, residencia de los ministros, más tarde usado por la administración portuguesa y holandesa.

Según Ibn Batuta, un cronista itinerante marroquí, alrededor de 1344 el reino tenía dos capitales: una en Nalur, en el norte, y otra durante la época de las perlas en Puttalam, a occidente. El reino propiamente dicho, que correspondía a la península de Jaffna, estaba constituido por diversas provincias que se dividían en parrus y ur. Las parrus eran las grandes propiedades o unidades territoriales de gran dimensión, mientras que los ur eran pequeñas villas o aldeas y constituían la unidad territorial más pequeña. El territorio era administrado de forma jerárquica. En el ápice de la jerarquía estaba el rey, cuyo trono era hereditario y pasaba generalmente al hijo mayor. A continuación en la jerarquía estaban los adikaris, o gobernadores de provincia. En el nivel inferior estaban los mudaliares, que actuaban como jueces e intérpretes de las leyes y de las tradiciones locales. Tenían también el deber de supervisar las provincias y de elaborar informes para las instancias superiores. Más abajo en la jerarquía se encontraban los kankanis, o superintendentes, responsables de la administración fiscal, y los kanakkappillais o pandarapillai, contables responsables del mantenimiento de los registros.
El maniyam era el responsable en el parrus. Contaba con la cooperación de los mudaliares, a los que, a su vez,  ayudaban los udaiyars, personas con autoridad sobre una aldea o un grupo de aldeas. Los udaiyars eran también los encargados de mantener la ley y el orden y colaboraban en la realización de los censos y en la recaudación de impuestos en su zona de influencia. El jefe de cada aldea se denominaba talaiyari, paddankaddi o adappanar, y participaba en el cobro de impuestos y en el mantenimiento del orden en su territorio. Además de esto, cada casta tenía un dirigente que supervisaba el cumplimiento de las obligaciones y deberes de sus miembros.

### Relación con los feudos
Al sur de la península de Jaffna, en el territorio que corresponde actualmente a las provincias del centro-norte y del este, se encontraba la región de los vannimai. Este territorio estaba escasamente poblado y lo gobernaban caciques tribales menores que se denominaban vanniar. Los vannimai próximos a la frontera sur de la península y los del distrito de Trincomalee pagaban un tributo anual al Reino de Jaffna, en vez de impuestos. El tributo se pagaba generalmente en dinero, cereales, miel, elefantes o marfil. Este sistema de pago anual único se estableció debido a la lejanía de estos territorios de la capital. Durante los primeros años y hasta alrededor de mediados del siglo xiv, los reinos cingaleses de las regiones occidentales, meridionales y centrales de la isla también fueron feudos del Reino de Jaffna, hasta el momento en que el propio reino fue ocupado por el ejército de Parakrama Bahu VI en 1450, situación en la que estuvo cerca de diecisiete años. Hacia principios del siglo xvii, Jaffna también administraba un enclave en el sur de la India llamado Madalacotta.

## Economía

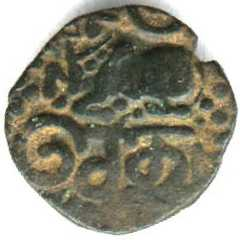
Reverso de una moneda, con la inscripción setu en tamil.

Hasta al siglo xiv, la economía del Reino de Jaffna se basaba casi exclusivamente en la agricultura de subsistencia. Sin embargo, a partir de entonces, se diversificó y se intensificaron los intercambios comerciales con las regiones del océano Índico. Ibn Battuta observó durante su visita en 1344 que el reino tenía ya una economía mercantil con una vasta red de contactos ultramarinos. Los intercambios comerciales se realizaban principalmente con el sur de la India, territorio con el cual el reino estableció una relación de interdependencia comercial. La vertiente no agrícola de la economía del reino se fortaleció gracias a la pesca intensiva en la costa, a la gran cantidades de personas con barcos y a las nuevas oportunidades de comercio marítimo. En la capital real, en el puerto y en los centros mercantiles residían grupos de comerciales influyentes, llegados allí desde el sur de la India. Se fundaron también centros de producción artesanal y de trabajadores especializados –carpinteros, albañiles, joyeros, etc.—. Así, durante los últimos siglos del reino, existió una actividad socioeconómica plural, mezcla de agricultura, actividades marítimas y producción artesanal.
El feudalismo en el Reino de Jaffna no era tan acentuado como en otros reinos de Sri Lanka, como el de Kotte o el de kandia. Su economía se basaba más en transacciones monetarias que en trueque de productos. Tanto el Ejército como los funcionarios eran grupos sociales asalariados. Las fuerzas de defensa de Jaffna no estaban al servicio de los feudos y los soldados que servían al rey recibían sus soldadas en dinero. A los funcionarios del reino y a los mudaliares también se les retribuía en dinero. Al contrario de los establecimientos budistas del sur de la isla, los diversos templos hindúes de Jaffna parece que no poseían grandes extensiones de terreno; su mantenimiento dependía del presupuesto del reino y de las ofrendas de los creyentes. Estas tres instituciones consumían cerca de 60 % de los ingresos del reino y 85 % del gasto público. Muchas de los impuestos del reino también se abonaban en dinero, excepto parte del tributo de los feudos vacantes. Sin embargo, a pesar de la generalización del uso de dinero, persistían aún algunos pagos en género, tales como las ofrendas en arroz, plátano, leche, pescado seco y cuajada. Algunos habitantes tenían la obligación de prestar servicios personales no remunerados denominados uliyam (similares a las corveas). El Gobierno acuñaba diversos tipos de monedas para su circulación. Algunos de estos tipos se engloban en la categoría llamada setu; estos se emitieron entre 1248 y 1410 y se encuentran en gran cantidad en la región norte de Sri Lanka. El anverso de este tipo de monedas presenta una figura humana flanqueada por lámparas, mientras que el reverso presenta el símbolo de Nandi y la inscripción Setu en lengua tamil, coronados ambos por una luna en cuarto creciente.

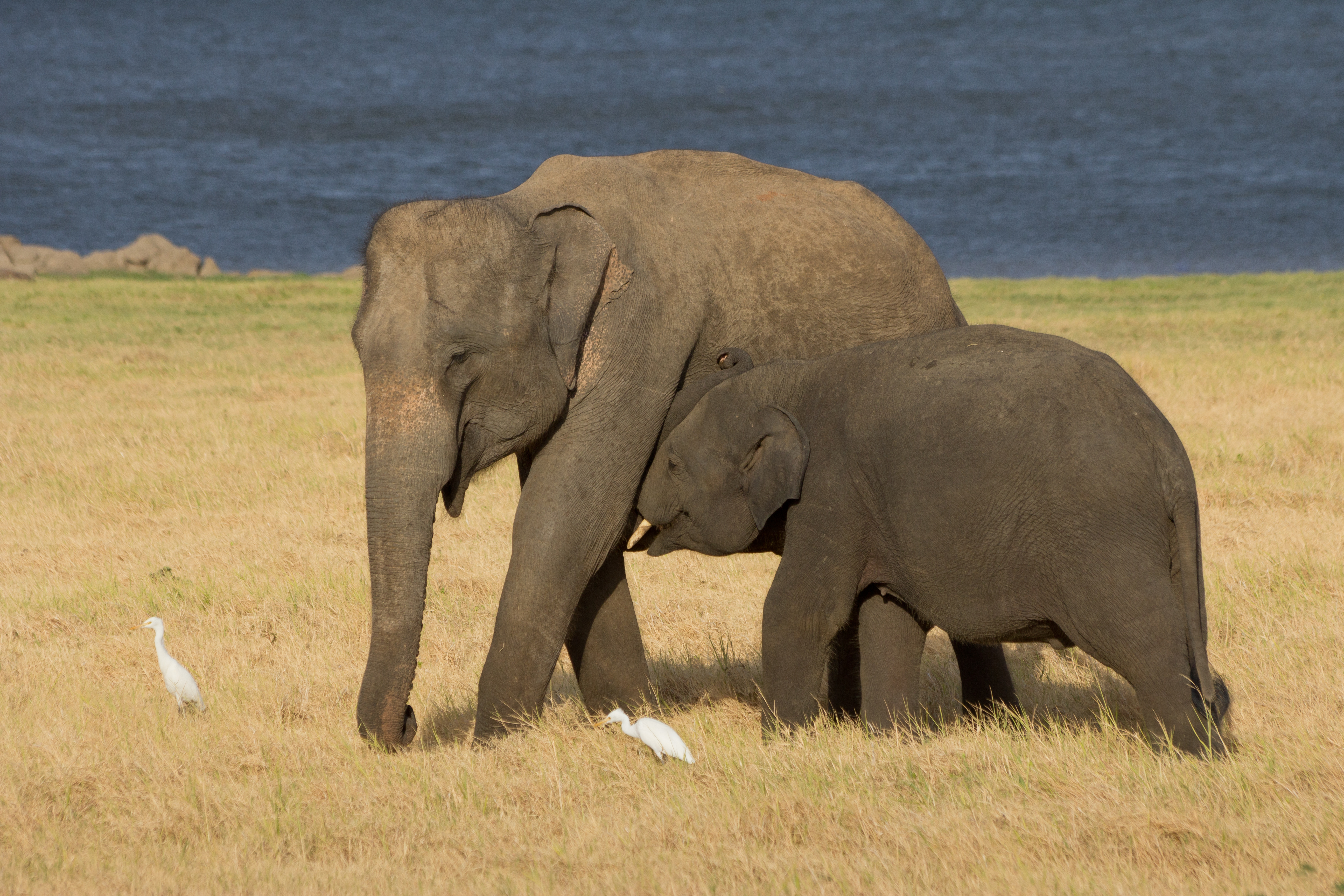
El comercio y exportación del efelfante ceilanés era una de las principales actividades económicas del reino.

En el momento de la conquista portuguesa en 1619, el reino, en esa época limitado a la península de Jaffna, contaba con unos ingresos de once mil setecientos pardaos, de los cuales el 97 % provenían de la explotación de la tierra o de recursos relacionados con el territorio. Además de los impuestos relacionados con la tierra, existían otros, como el impuesto sobre los huertos, aplicado a las plantaciones de plátano del pan, cocotero y nueces de betel, cuyo cultivo exigía riego frecuente con agua de pozo. El impuesto sobre árboles se aplicaba a determinadas variedades, como la palmera de Palmira o la margosa. Los impuestos profesionales se recaudaban entre los miembros de cada casta o gremio. Entre los comerciales estaba el «impuesto del sello», aplicado sobre el vestuario (el vestuario no podía venderse en privado y requería un sello oficial), el impuesto sobre los alimentos y los aranceles. 
Uno de los principales puertos de la península se situaba en Columbuturai, donde existía un servicio regular de barcazas con el resto de la isla. Los elefantes provenientes de los territorios poco poblados y de los reinos cingaleses del sur de la isla se transportaban a Jaffna para ser vendidos a extranjeros. El principal puerto de embarque era una bahía actualmente denominada Kayts, una forma abreviada del término portugués «muelles de los elefantes» (cais dos elefantes).

## Cultura

### Religión

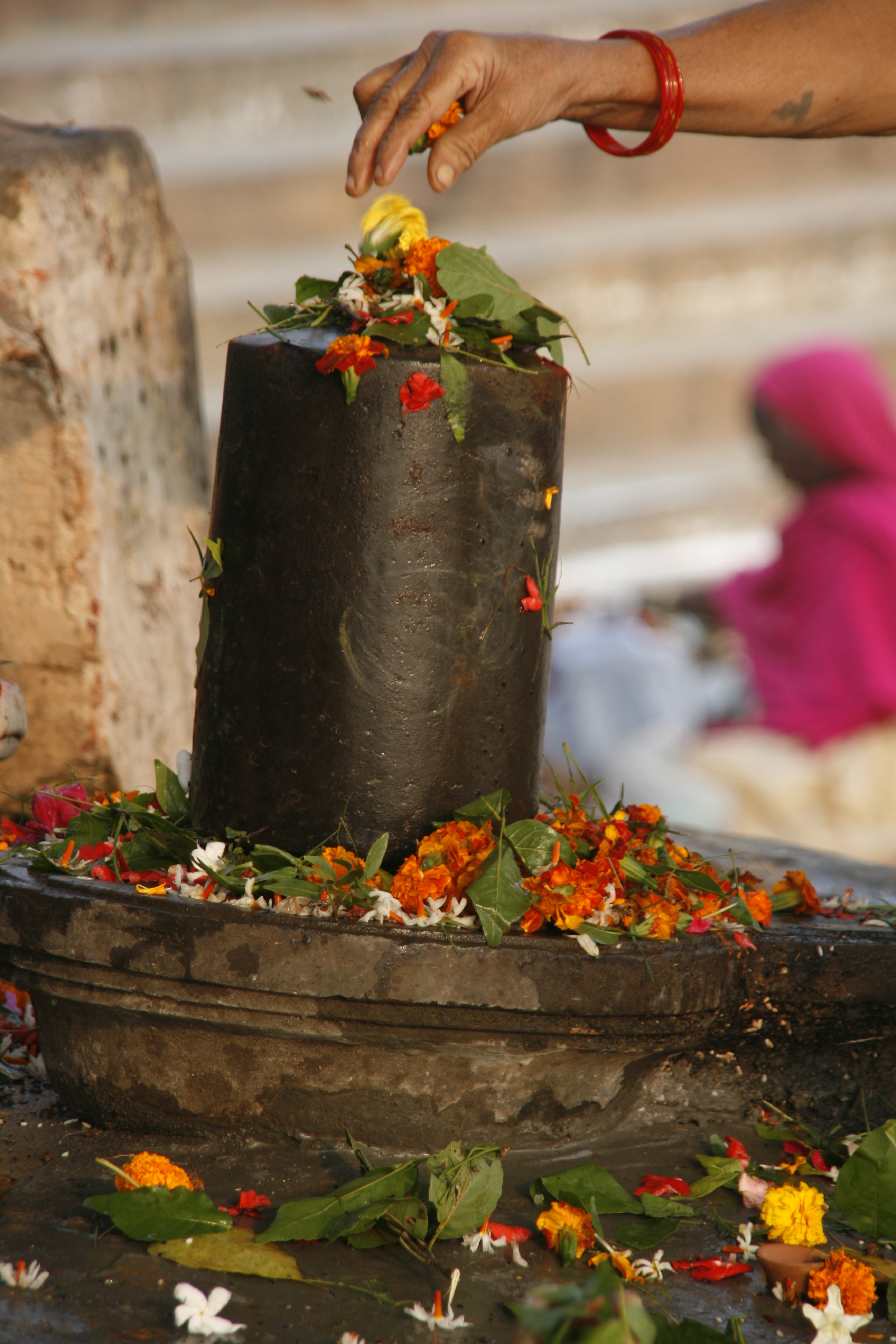
Gran parte de la población veneraba a Shiva, a quien ofrecía flores en los lingam presentes en los altares.

El xivaísmo, una secta del hinduismo, había tenido una presencia continua en Sri Lanka desde los tiempos de los primeros colonizadores indios. Las prácticas hindúes tenían amplia aceptación, y se integraban incluso en las prácticas religiosas budistas. Durante el dominio de la dinastía Chola, alrededor de los siglos ix y x, el hinduismo fue reconocido como religión oficial del reino. La literatura de la época retrata a Calinga Maga, cuyo gobierno sucedió al dominio Chola, como promotor del hinduismo. Como religión de Estado en Jaffna, el xivaísmo disfrutaba de diversos privilegios. La dinastía Aryacakravarti era bastante consciente de sus deberes de protector del xivaísmo debido al mecenazgo de sus antepasados del templo de Rameswaram, un importante centro de peregrinación hindú en la India. Además, uno de los títulos adoptados por los monarcas era el de setukavalan, o protector de Setu, otro nombre de Rameswaram. Setu era también el nombre de la unidad monetaria de la dinastía y aparecía a menudo en diversas inscripciones.
Gran parte de la población tenía a Shiva como divinidad principal y existía una profusión de altares dedicados a él, donde se colocaban diversos lingam. También se reverenciaba a los otros dioses del panteón hindú, como Murugan, Ganesha y Kali. En las aldeas era también común la veneración de diversas deidades locales y de kannaki, común también entre los cingaleses del sur. Tal como en el resto de Asia Meridional, también estaba extendida la creencia en talismanes y espíritus malignos.
Sin embargo, el budismo fue la religión dominante del Reino de Jaffna hasta alrededor del 1550, fecha en la que Cankili I expulsó a los budistas cingaleses de la ciudad de Jaffna y destruyó gran parte de sus lugares de culto. Entre los más destacados lugares de culto budista en el Reino de Jaffna estaban Naga-divayina (actualmente Nainativu), Telipola, Mallagama, Minuvangomu-viharaya y Kadurugoda (actual Kandarodai), de los cuales solamente se conserva el templo budista de Nainativu.

#### Templos
En el reino existían varios centenares de tiempos hindúes dispersos. Algunos tienen gran importancia histórica, como el templo de Koneswaram en Trincomalee o el de Ketheeswaram en Manar. Las ceremonias y festivales eran semejantes a los que se celebran siglos después en el sur de la India. En las ceremonias se usaba la literatura litúrgica tamil. Entre las principales celebraciones estaban el Año Nuevo hindú, a mediados del mes de abril, y festividades como el Navratri, Diwali, Maha Shivaratri o el Pongal, así como otras que eran parte de lo cotidiano, como las bodas, funerales y ritos de paso a la edad adulta.
Se atribuye a Bhuvanekabahu VI, que gobernó el Reino de Jaffna como vasallo del Reino de Kotte, la construcción o renovación del templo de Nallur Kandaswamy. A Singai Pararasasegaram se cree que se debe la construcción de los templos de Satanatar, Vaicunta Pilaiar y Veera-Caliamman. Ordenó incluso la construcción de una laguna artificial denominada Yamuneri, que se llenaba con agua del río Yamuna de la India septentrional, que los hindúes tenían por sagrada. El rey era también un visitante asiduo del templo de Koneswaram, como también lo fue su hijo y sucesor Cankili I. El rey Jeyaveera Cinkaiariyan reunió la historia y tradiciones del templo, recopiladas en forma de crónica en la obra Dakshina Kailasa Puranam. La propia monarquía gestionaba los principales templos y pagaba un salario a los operarios, al contrario que en la India y el resto de Sri Lanka, donde los establecimientos religiosos eran entidades autónomas que se sostenían gracias a los ingresos provenientes de la gran cantidad de tierras que poseían.

### Sociedad

#### Estructura de castas

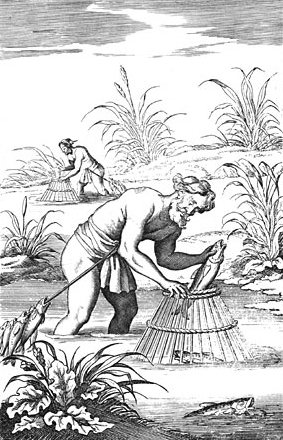
Agricultores cingaleses pescando en un estanque durante la estación seca.

La organización social de la población del Reino de Jaffna tenía por base un sistema de castas dominado por los propietarios y la élite agrícola isleña. Este sistema era muy similar a la estructura de castas del sur de la India y tenía algunas semejanzas con la organización social de los reinos cingaleses del centro y sur de la isla, donde la casta govigama era la dominante y cuyo estado era solo inferior al de la familia real. Los reyes Aryacakravarti y su familia más próxima se arrogaban la pertenencia a la casta brahma-kshatriya, lo que significa que se consideraban brahmanes (sacerdotes) con autoridad militar. Bajo de ellos se situaban en la escala social los agricultores –las castas vellalar y madapalli–; de este grupo provenía la mayor parte de los mudaliyars de los señores feudales, que eran los dueños de la mayor parte de los terrenos agrícolas. Bajo los vellalar estaban los koviar, también dedicados a la agricultura. Las personas pertenecientes a las castas de pescadores, denominadas colectivamente karaiyar, eran independientes de la estructura social agrícola. Los chettiar eran comerciantes y propietarios de los templos hindúes. Las castas pallar y nalavar  agrupaban a los agricultores sin tierra. Las demás ocupaciones estaban incluidas en otras castas. Las personas de la casta paria vivían en poblaciones segregadas del resto y son comparables con los intocables de las regiones contemporáneas de Tamil Nadu y Querala en el sur de la India.

#### Mercenarios y mercaderes
En el Reino de Jaffna era común la presencia de cingaleses, mercaderes musulmanes y de piratas de etnia mapila y mora. El rey y el Ejército empleaban mercenarios de diversas etnias y castas hindúes, como los telugus y los malayalíes de la región de Kerala. El reino también servía de refugio de rebeldes del sur de la isla que buscaban asilo después de golpes de Estado fracasados. 
La primera literatura historiográfica de Jaffna –el Vaiyaapaadal, fechado en el siglo XIV-XV d. C.– menciona las comunidades papparavar (bereberes y africanos en general), kuchchiliyar (guyaratíes) y choanar (árabes). Estas comunidades se englobaban en la casta de los pa’l’luvili, que se cree correspondía a caballeros de fe musulmana y que es exclusiva de Jaffna. Un censo holandés realizado en 1790 registra aún 196 hombres adultos contribuyentes pertenecientes a los pa’l’luvili, lo que significa que la identidad y la profesión se prolongaron hasta al dominio holandés. El mismo censo registra a los choanakar en una comunidad separada compuesta por 192 hombres adultos.

#### Leyes

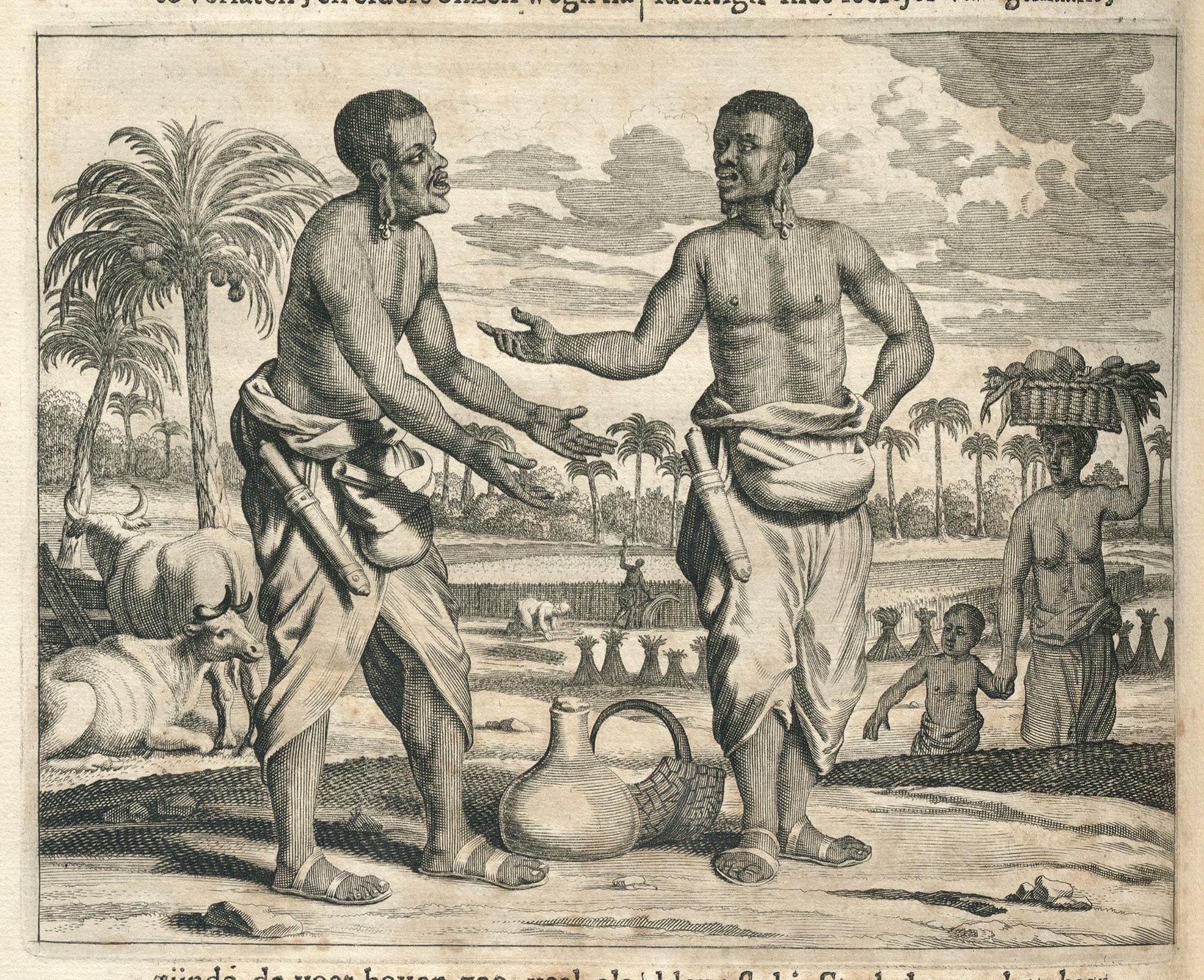
Habitantes de Jaffna en un grabado holandés del siglo xvii. Los lóbulos de las orejas de los hombres en primer plano han sido ensanchados por piezas de joyería.

Durante el dominio Aryacakravarti, las leyes que regían la sociedad tenían por base la mezcla de un sistema social matriarcal, de raíces antiguas, y un sistema político patriarcal. Estas leyes parecen haber coexistido como leyes consuetudinarias que interpretaban los mudaliares locales. Algunos historiadores destacan la semejanza, en algunos aspectos como la cuestión de la herencia, con la ley actual de la Aliyasantana de la región tulu de la India. La jurisprudencia islámica y el derecho hindú de la vecina India también influyeron en las leyes del reino. Estas leyes consuetudinarias fueron codificadas e impresas más tarde, ya durante el dominio holandés, en 1707. La regla debida a las costumbres más antiguas parece haber sido la de la herencia matrilineal. Pero cuando la estructura social pasó a basarse en un sistema patriarcal, se instauró una regla idéntica para la herencia masculina. Así, los bienes paternos (muthusam o herencia paterna) pasaban a los hijos varones, mientras los maternos (chidenam, dote o herencia materna) quedaban reservados a las hijas. De esta manera si fallecía una hermana, su dote pasaba a la hermana siguiente; si era un hermano el que moría, su propiedad se repartía entre sus hermanos, pero no entre sus hermanas. La razón para esto era que, en una familia patriarcal, cada hermano formaba una unidad familiar, pero todos los hermanos eran agnados; cuando uno de ellos moría sus bienes se distribuían entre los restantes agnados.

### Literatura y educación
El monarca era el mecenas de la literatura y la educación. Las escuelas en los templos y las clases de los maestros tradicionales de gurukulam (Thinnai Pallikoodam en tamil) garantizaban la educación básica y religiosa a las clases privilegiadas. Los estudios se daban en tamil y sánscrito. Durante el reinado de Jayaveera Singaiariyan se escribieron varios tratados sobre ciencias médicas (Segarajasekaram), astrología (Segarajasekaramalai) y matemáticas (Kanakathikaram). Durante el de Kunaveera Singaiariyan, se concluyó el Pararajasekaram, un tratado sobre ciencia médica. En el de Singai Pararasasekaran, se fundó en Nalur una academia para la difusión de la lengua tamil. La academia recogía y conservaba manuscritos antiguos y disponía de una biblioteca denominada Saraswathy Mahal. Se atribuye a Arasakesari, primo de Singai Pararasasekaran, la traducción al tamil del clásico sánscrito Raghu-vamsa. Entre otras obras literarias de importancia histórica redactadas antes de la colonización europea se cuenta el Vaiyapatal, escrito por Vaiyapuri Aiyar.

### Arquitectura

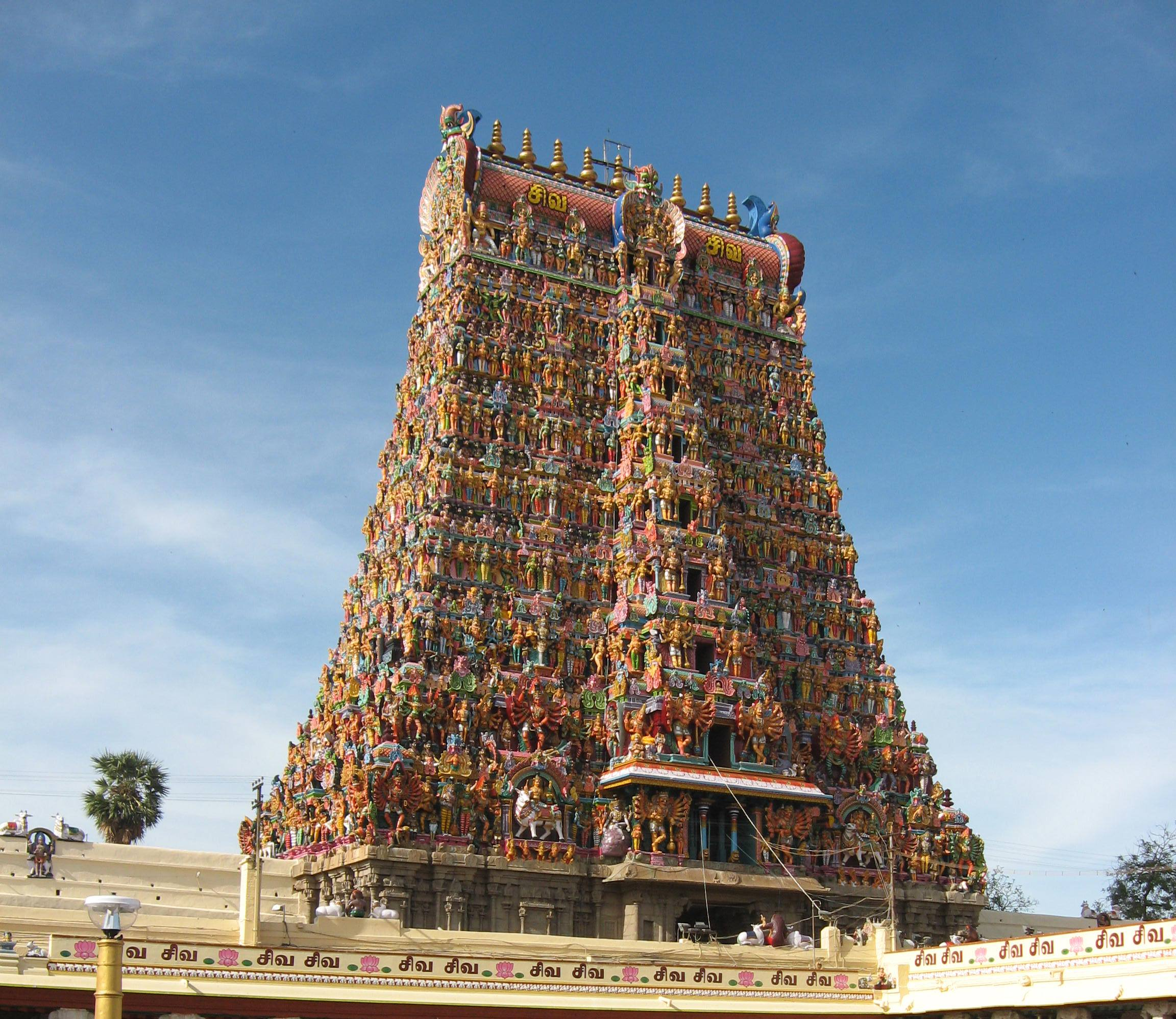
Muchos de los templos hindúes de Jaffna fueron construidos a imagen del templo de Meenakshi Amman, en la India (en la imagen). Sin embargo, fueron destruidos durante la colonización portuguesa.

El arte y arquitectura del Sri Lanka recibieron la influencia de sucesivas fases de la arquitectura dravidiana del sur de la India, aunque la edad más prolífica del arte y la arquitectura monumentales parece que acabó en el siglo xiii. Los templos construidos por los tamiles de origen indio a partir del siglo x pertenecen a la variante Madurai del periodo Vijayanagar. Una de las principales características de este estilo son las gopura –torres profusamente ornamentadas con esculturas sobre la entrada de los templos—. Sin embargo, ninguna de estas importantes construcciones religiosas de este estilo arquitectónico erigidas en el territorio del reino de Jaffna sobrevivió a la destrucción acontecida durante el dominio portugués.
La capital Nalur se dispuso de acuerdo al plan habitual de las ciudades-templo de las tradiciones hindúes. Existían cuatro puntos de entrada, con sus respectivas puertas. La ciudad contaba con dos carreteras principales y con un templo en cada una de las cuatro entradas. Las reconstrucciones de templos existentes actualmente no se encuentran en los lugares originales, ya que estos fueron ocupados por iglesias construidas por los portugueses. En el centro de la ciudad se encontraba el mercado –Muthirai Santhai– rodeado por una fortificación. Existían cuatro edificios destinados a la Corte, los sacerdotes brahmanes y el Ejército. El antiguo templo de Nallur Kandaswamy funcionaba también como fortaleza defensiva y tenía unas murallas de altura considerable.